# Defensa Chewbacca
En un judici, la defensa de Chewbacca és una estratègia legal en la qual un advocat defensor penal intenta confondre el jurat en lloc de refutar el cas del fiscal. És una distracció o ofuscació intencionada.
Com que la defensa Chewbacca distreu i porta al error, és un exemple clar de red herring. També és un exemple d'una conclusió irrellevant, un tipus de fal·làcia informal en la que la persona que defensa un argument no aborda el tema en qüestió. Sovint, un advocat contrari pot oposar-se legalment a aquests arguments declarant-los irrellevants, evidències de caràcter o argumentals.
El nom "Defensa Chewbacca" prové de "Chef Aid", un episodi de la sèrie d'animació americana South Park. L'episodi, que es va estrenar el 7 d'octubre de 1998, satiritza el judici per assassinat d'OJ Simpson, en particular l'argument final de la defensa de l'advocat Johnnie Cochran. A l'episodi, una versió de ficció de Cochran basa el seu argument en una premisa falsa sobre la pel·lícula de 1983 El retorn del Jedi. Pregunta al jurat per què un Wookiee com Chewbacca voldria viure a Endor amb els Ewoks molt més petits quan "no té sentit". Argumenta que si el fet que Chewbacca visqui a Endor no té sentit —i si fins i tot esmentar Chewbacca en el cas no té sentit—, el jurat ha d'absoldre l'acusat.

## Origen
A l'episodi, el personatge de Chef es posa en contacte amb un executiu d'una "gran companyia discogràfica", buscant que el seu nom sigui acreditat com a compositor d'un èxit fictici d'Alanis Morissette anomenat "Stinky Britches". L'afirmació de Chef està corroborada per una gravació de 20 anys del propi Chef interpretant la cançó.
La discogràfica es nega i contracta a Johnnie Cochran, que presenta una demanda contra Chef per assetjament. Al tribunal, Cochran recorre a la seva "famosa" defensa de Chewbacca, que va "utilitzar durant el judici d'O.J Simpson", segons l'advocat de Chef, Gerald Broflovski. Tot i que Broflovski utilitza la lògica, el raonament i el fet que Chef tenia registrats correctament els drets d'autor del seu treball, Cochran contesta amb el següent:
| « | (...) CochranI have one final thing I want you to consider. Ladies and gentlemen, this is Chewbacca. Chewbacca is a Wookiee from the planet Kashyyyk. But Chewbacca lives on the planet Endor. Now think about it; that does not make sense! Gerald BroflovskiDamn it! ... He's using the Chewbacca defense! CochranWhy would a Wookiee, an 8-foot-tall Wookiee, want to live on Endor, with a bunch of 2-foot-tall Ewoks? That does not make sense! But more important, you have to ask yourself: What does this have to do with this case? Nothing. Ladies and gentlemen, it has nothing to do with this case! It does not make sense! Look at me. I'm a lawyer defending a major record company, and I'm talkin' about Chewbacca! Does that make sense? Ladies and gentlemen, I am not making any sense! None of this makes sense! And so you have to remember, when you're in that jury room deliberatin' and conjugatin' the Emancipation Proclamation, does it make sense? No! Ladies and gentlemen of this supposed jury, it does not make sense! If Chewbacca lives on Endor, you must acquit! The defense rests. | » |

Aquesta declaració és una paròdia dels arguments finals de Cochran en el cas d'assassinat d'OJ Simpson, on va dir al jurat: "Si no encaixa, heu d'absoldre" en referència a una manifestació judicial en què Simpson semblava incapaç de posar-se uns guants de cuir sagnants trobats a l'escena de l'assassinat sobre els guants mèdics que portava.
En una nota del 28 de juny de 1995 a Cochran, Gerald Uelmen va plantejar, i Cochran va repetir més tard, una broma que va utilitzar en els seus arguments finals: "Si no encaixa, has d'absoldre". A la seva nota a Cochran, Uelmen va assenyalar que la frase no només s'aplicava als guants, sinó a les proves presentades pels fiscals:
| « | El que realment intenta fer la nota és jugar amb les instruccions del jurat... Vaig pensar que la instrucció sobre evidència circumstancial [CALJIC 2.01] era realment molt bona per a nosaltres, així que quan sabíem que aquesta instrucció seria donada, simplement em va sobtar. Diu que si no encaixa, has d'absoldre. El que intentava fer no era només recordar al jurat aquell moment del judici en el qual es va provar el guant, sinó tot el concepte de si l'evidència realment encaixava amb la història que la fiscalia intentava presentar. | » |

A l'episodi, la defensa de Cochran té èxit. El jurat considera Chef culpable d'"assetjar una discogràfica important", després de la qual cosa el jutge fixa el seu càstig com una multa de 2 milions de dòlars que es pagarà en 24 hores o, si no, quatre anys de presó (el jutge el condemna inicialment a vuit milions d'anys abans de ser corregit per un oficial judicial).
Finalment, s'organitza un concert benèfic de "Chef Aid" per recaptar diners perquè Chef contracti Cochran per a la seva pròpia demanda contra la discogràfica. En el concert, Cochran ha canviat de parer i s'ofereix a representar a Chef pro bono. Va tornar a utilitzar amb èxit la defensa de Chewbacca, aquesta vegada per derrotar la companyia discogràfica i obligar-los a reconèixer l'autoria de la seva cançó per part de Chef. En el segon ús de la defensa Chewbacca, acaba traient un titella de mico i cridant: "Aquí, mireu el mico. Mireu el mico ximple!" fent explotar el cap d'un jurat.